# Велоспорт на літніх Олімпійських іграх 2020 — роздільна шосейна гонка (жінки)
Гонка з роздільним стартом серед жінок на літніх Олімпійських іграх 2020 відбулася 28 липня 2021 року на Автодромі Фудзі в Токіо. Змагалися 26 велосипедисток з 21 країни.

## Передумови
Це буде сьома поява цієї дисципліни на Олімпійських іграх. Її проводили на кожній літній Олімпіаді починаючи з 1996 року. Чинна олімпійська чемпіонка - американка Крістін Армстронг, а чинна чемпіонка світу - Анна ван дер Брегген з Нідерландів.

## Кваліфікація
Національний олімпійський комітет (НОК) міг надіслати для участі у гонці з роздільним стартом щонайбільше двох велосипедисток. Всі квоти одержує НОК, який сам обирає велосипедисток, що змагаються. Квоти в гонці з роздільним стартом не дозволяли НОК надсилати додаткових велосипедисток; НОК уже повинні були мати квоти в груповій гонці, щоб заробити квоти в гонці з роздільним стартом. Загалом для участі в гонці було виділено 25 квот. З них перші 15 розподілено за світовим рейтингом, але з додатковим обмеженням - 1 місце на НОК, і вимогою, щоб кожен континент мав принаймні 1 квоту. Ще 10 місць розподілено за підсумками Чемпіонату світу 2019 року, знову ж таки з обмеженням - 1 місце на НОК. НОК міг одержати 2 місця, якщо його спортсменки кваліфікувались обома способами; 5 квот на чемпіонаті світу завоювали НОК, які вже мали квоту за рейтингом. Одну додаткову квоту одержала учасниця Олімпійської команди біженців Масома Алі Зада. Оскільки кваліфікація завершилась до 22 жовтня 2019 року, то пандемія COVID-19 на неї не вплинула.

## Формат змагань і траса
Гонка з роздільним стартом - це гонка на час. Велосипедистки стартують через встановлені проміжки часу. Траса має вигляд 22,1-кілометрового кола, що починається на Автодромі Фудзі, утворює петлю навколишніми шляхами, а потім повертається на Автодром. Жінки пройдуть це коло один раз. Сумарне підняття становить приблизно 423 метри.

## Розклад
Змагання в цій дисципліні відбуваються впродовж одного дня.
| З | Попередні заїзди | ЧФ | Чвертьфінали | ПФ | Півфінали | Ф | Фінали |

| Дисципліна↓/Дата →              | 24 лип | 25 лип | 26 лип | 27 лип | 28 лип | 29 лип | 30 лип | 30 лип | 31 лип | 1 сер |
| ------------------------------- | ------ | ------ | ------ | ------ | ------ | ------ | ------ | ------ | ------ | ----- |
| Шосейні гонки                   |        |        |        |        |        |        |        |        |        |       |
| роздільна шосейна гонка (жінки) |        |        |        |        | Ф      |        |        |        |        |       |

## Результати
| Місце | #  | Велогонщиця               | Країна                | Час      | Diff.      |
| ----- | -- | ------------------------- | --------------------- | -------- | ---------- |
| 1     | 6  | Аннемік ван Влейтен       | Нідерланди (NED)      | 30:13.49 |            |
| 2     | 3  | Марлен Ройссер            | Швейцарія (SUI)       | 31:09.96 | + 56.47    |
| 3     | 1  | Анна ван дер Брегген      | Нідерланди (NED)      | 31:15.12 | + 1:01.63  |
| 4     | 5  | Ґрейс Бравн               | Австралія (AUS)       | 31:22.22 | + 1:08.73  |
| 5     | 7  | Амбер Небен               | США (USA)             | 31:26.13 | + 1:12.64  |
| 6     | 4  | Ліза Бреннауер            | Німеччина (GER)       | 32:10.71 | + 1:57.22  |
| 7     | 2  | Хлоя Дагерт               | США (USA)             | 32:29.89 | + 2:16.40  |
| 8     | 10 | Ешлі Мулман               | ПАР (RSA)             | 32:37.60 | + 2:24.11  |
| 9     | 13 | Жульєтт Лабу              | Франція (FRA)         | 32:42.14 | + 2:28.65  |
| 10    | 9  | Еліза Лонго Боргіні       | Італія (ITA)          | 33:00.89 | + 2:47.40  |
| 11    | 20 | Сара Джиґанті             | Австралія (AUS)       | 33:01.60 | + 2:48.11  |
| 12    | 15 | Лія Кірхман               | Канада (CAN)          | 33:01.64 | + 2:48.15  |
| 13    | 14 | Ліза Кляйн                | Німеччина (GER)       | 33:01.97 | + 2:48.48  |
| 14    | 22 | Керо-Енн Кануель          | Канада (CAN)          | 33:07.97 | + 2:54.48  |
| 15    | 19 | Омер Шапіра               | Ізраїль (ISR)         | 33:15.84 | + 3:02.35  |
| 16    | 12 | Олена Омелюсик            | Білорусь (BLR)        | 33:21.41 | + 3:07.92  |
| 17    | 8  | Емма Норсґор Йорґенсен    | Данія (DEN)           | 33:50.18 | + 3:36.69  |
| 18    | 23 | Анна Шеклі                | Велика Британія (GBR) | 34:13.60 | + 4:00.11  |
| 19    | 24 | Юлі Ван де Велде          | Бельгія (BEL)         | 34:23.49 | + 4:10.00  |
| 20    | 18 | Катріне Олеруд            | Норвегія (NOR)        | 34:33.38 | + 4:19.89  |
| 21    | 17 | Крістін Маєрус            | Люксембург (LUX)      | 34:34.13 | + 4:20.64  |
| 22    | 21 | Ері Йонаміне              | Японія (JPN)          | 34:34.97 | + 4:21.48  |
| 23    | 16 | Маргаріта Вікторія Гарсія | Іспанія (ESP)         | 34:39.96 | + 4:26.47  |
| 24    | 11 | Анна Пліхта               | Польща (POL)          | 34:56.95 | + 4:43.46  |
| 25    | 25 | Масомах Алі Зада          | Збірна біженців (EOR) | 44:04.31 | + 13:50.82 |